# بيلي مالوني
بيلي مالوني (بالإنجليزية: Billy Maloney)‏ هو لاعب كرة قاعدة أمريكي، ولد في 5 يونيو 1878 في لويستون في الولايات المتحدة، وتوفي في 2 سبتمبر 1960 في بريكنريدج في الولايات المتحدة.

## وصلات خارجية
- بيلي مالوني على موقعبيزبول رفرنس.كوم (الدوري الرئيسي) (الإنجليزية)
- بيلي مالوني على موقعبيزبول رفرنس.كوم (الدوري الثانوي) (الإنجليزية)
- بيلي مالوني على موقع جمعية أبحاث البيسبول الأمريكية (الإنجليزية)